# Tom F.W. Barth
Thomas ("Tom") Fredrik Weiby Barth, född 18 maj 1899 i Bolsøy i nuvarande Molde kommun i Møre og Romsdal, död 7 mars 1971 i Oslo, var en norsk geolog. Han var bror till zoologen Edvard K. Barth och far till socialantropologen Fredrik Barth.
Barth blev filosofie doktor i Oslo 1927, docent vid Tekniska högskolan i Berlin samma år, vid universitetet i Leipzig 1928, var professor vid universitetet i Washington, D.C. 1929-1936 och samtidigt professor vid Carnegieinstitutets geofysiska laboratorium. Från 1937 var han professor i kristallografi, petrografi och mineralogi vid Oslo universitet. Barth genomförde djupgående och grundläggande studier, särskilt rörande eruptivbergarterna och de kristallina skiffrarna.